# Luigi Tenco canta Tenco, De André, Jannacci, Bob Dylan, Mogol
Luigi Tenco canta Tenco, De André, Jannacci, Bob Dylan, Mogol è un album postumo di Luigi Tenco, pubblicato su vinile nel 1972.
È una raccolta di brani composti dal cantautore italiano e da altri artisti, reinterpretati dallo stesso Tenco.

## Tracce
Lato A
1. Passaggio a livello (Enzo Jannacci)  - 2:27
2. Vita familiare - 2:48
3. Prete in automobile - 1:24
4. Vita sociale - 3:10
5. Ballata dell'arte - 1:37
6. La risposta è caduta nel vento (Blowin' in the Wind) (Mogol, Bob Dylan)  - 1:49

Lato B
1. Ballata della moda - 3:12
2. La ballata dell'eroe (Fabrizio De André)  - 2:08
3. Ballata del marinaio - 2:46
4. Giornali femminili - 3:17
5. Hobby - 1:56